# Rejon kalinowski
Rejon kalinowski – była jednostka administracyjna w składzie obwodu winnickiego Ukrainy.
Powstał w 1923. Miał powierzchnię 1090 km² i liczył około 65 tysięcy mieszkańców. Siedzibą władz rejonu jest Kalinówka. Został zlikwidowany podczas reformy administracyjnej na podstawie postanowienia z 17 lipca 2020 roku.
W skład rejonu wchodziła 1 miejska rada oraz 28 silskich rad, obejmujących 51 wsi i 6 osad.

## Miejscowości rejonu
- (Адамівка)
- (Антонопіль)
- (Байківка)
- (Дружелюбівка)
- (Дружне)
- (Червона Трибунівка)
- (Червоний Степ)
- Czerepaszyńce (Черепашинці)
- Czerniatyn (Чернятин)
- (Гарасимівка)
- (Глинськ)
- Holendry[2] (Голендри)
- Hołobówka (Голубівка)
- (Грушківці)
- Hulowce[3] (Гулівці)
- (Гущинці)
- (Хомутинці)
- Janów (Іванів)
- Jabłunewe[4] (Яблуневе)
- Kalinówka (Калинівка)
- (Калинівка Друга)
- (Кам'яногірка)
- (Кіровка)
- (Комунарівка)
- (Корделівка)
- (Котюжинці)
- Lemieszówka (Лемешівка)
- Łosijówka
- (Лісова Лисіївка)
- Lulińce (Люлинці)
- Małe Kutyszcze (Малі Кутища)
- (Мізяків)
- (Мізяківська Слобідка)
- (Мончинці)
- Napadówka[5]  (Нападівка)
- Nowa Grobla[6] (Нова Гребля)
- (Павленки)
- (Павлівка)
- (Первомайське)
- (Панасівка)
- Pików (Пиків)
- Pisarzówka[7] (Писарівка)
- (Польова Лисіївка)
- (Прилуцьке)
- Radówka (Радівка)
- (Райки)
- (Рівнинне)
- (Сальник)
- (Слобідка)
- (Шепіївка)
- (Тарасівка)
- (Уладівське)
- (Весела)
- Wielkie Kutyszcze (Великі Кутища)
- Zabara (Забара)
- (Загребельня)
- (Заливанщина)
- Zofiówka (Софіївка)
- (Жигалівка)
- (Жовтневе)